# リカルダ・ラング
リカルダ・ラング（ドイツ語: Ricarda Lang、1994年1月17日 - ）はドイツの政治家。所属政党は同盟90/緑の党。2019年11月、副党首兼女性政策広報担当に就任。2022年1月29日、オミット・ノウリポアーと共に、書面投票による承認を得て同盟90/緑の党党首に選出された (共同党首)。副党首就任前には同盟90/緑の党青年部グリューネ・ユーゲントの広報担当を務めていた。

## 経歴
バーデン＝ヴュルテンベルク州フィルダーシュタット出身。リカルダ・ラングはソーシャルワーカーとしてDVシェルターで働いていたシングルマザーの娘である。彼女の父親は2019年に亡くなった彫刻家エックハルト・ディーツである。バーデン＝ヴュルテンベルク州ニュルティンゲンにあるヘルダーリン・ギムナジウムでアビトゥーアに合格後、法学を専攻科目にして、ハイデルベルク大学、次にベルリンのフンボルト大学に通った。しかしながら、大学における専攻必修科目の履修に際して、彼女は3度不合格になったため、2019年に大学から除籍されている。

## 政治

### 党歴
2012年、リカルダ・ラングは18歳で緑の党青年部グリューネ・ユーゲントに加入した。2015年10月、緑の党青年部連邦 (全国)指導部のメンバーに選出された。2017年10月の緑の党青年部連邦集会に際して、広報担当者に就任。2014年から2015年まで、緑の党青年部大学生部会の広報担当として活動した。2015年から2016年まで、ベルリン・フリードリヒスハイン＝クロイツベルク区緑の党支部委員会のメンバーに加わった。2019年11月、緑の党副党首、女性政策広報担当に就任した。 
2022年1月、緑の党全国党大会において、オミット・ノウリポアーと共に党首に選出された。その際、対立候補は現れなかった。

### 議会活動
2019年欧州議会議員選挙に際して、ラングは緑の党比例名簿25位に記載されたが、彼女は当選することはなく、欧州議会入りすることはできなかった。2021年ドイツ連邦議会選挙において、ラングはバックナング－シュヴェービッシュ・グミュント選挙区の緑の党候補者として立候補した。彼女は小選挙区では落選したが、党の比例名簿によって当選し、ドイツ連邦議会議員になった。加えて、リカルダ・ラングはバイセクシャルをカミングアウトした最初のドイツ連邦議会議員である。
ドイツ連邦議会議員において、ラングは家族、老人、女性、青少年委員会に属し、社会労働委員会の臨時委員も務めている。

### 所属労組
リカルダ・ラングは「統一サービス産業労働組合」(Verdi)の組合員である。

## 政治姿勢
社会正義と地球温暖化対策を、ラングは政治的にとりわけ重視している 。
彼女はフェミニズムとボディ・ポジティビティムーブメントを支持している。ボディ・シェイミングという集団的偏見の解消にも熱心に取り組んでいる。
ラングは失業給付等のの引き上げを強く求めている。さらに、看護師、社会福祉事業従事者、介護者の報酬引き上げ、プレカリアートの労働環境改善も訴えている。気候変動によって居住に適さない地域になった国々からの難民、移民の受け入れも求めている。これに関して、地球温暖化による海面上昇という状況に直面している太平洋諸島住民の存在を、ラングはアピールしている。